# الهو والأنا والأنا العليا
الهو والأنا والأنا العليا ثلاثة مصطلحات قدمها سغموند فرويد يعتبرها أقسام النفس psyche حسب ما يدعى «النظرية البنيوية» «structural theory» لسيغموند فرويد. في عام 1932 قدم فرويد هذه المصطلحات الثلاث ليصف فكرته عن التقسيم بين العقل الواعي conscious والعقل اللاواعي: الهو 'id' والأنا 'ego' والأنا العليا 'super-ego'. يعتقد فرويد أن هذه المصطلحات تقدم وصفا ممتازا للعلاقات الديناميكية بين الوعي واللاوعي فالأنا (غالبا ما تكون واعية) تتعامل مع الواقع الخارجي، والأنا العليا (واعية جزئيا) هي الوعي أو المحاكمة الأخلاقية الداخلية (The Freud Exhibit: L.O.C.).
في حين تمثل الهو اللاوعي وهي مخزن الرغبات والغرائز اللاواعية والدوافع المكبوتة.

## الهو والأنا والأنا العليا
- يقول فرويد إن الشخصية مكونة من ثلاثة أنظمة هي الهو، والأنا، والأنا الأعلى، وإن الشخصية هي حصيلة التفاعل بين هذه الأنظمة الثلاثة.
- 1.الهو (ID):
- • الهو هو الجزء الأساسي الذي ينشأ عنه فيما بعد الأنا والأنا الأعلى. • يتضمن الهو جزئين: o جزء فطري: الغرائز الموروثة التي تمد الشخصية بالطاقة بما فيها الأنا والأنا الأعلى. o جزء مكتسب: وهي العمليات العقلية المكبوتة التي منعها الأنا (الشعور) من الظهور. • ويعمل الهو وفق مبدأ اللذة وتجنب الألم. • ولا يراعي المنطق والأخلاق والواقع. • وهو لا شعوري كلية.
- 2.الأنا (ego):
- • الأنا كما وصفها فرويد هي شخصية المرء في أكثر حالاتها اعتدالاً بين الهو والأنا العليا، حيث تقبل بعض التصرفات من هذا وذاك، وتربطها بقيم المجتمع وقواعده، حيث من الممكن للأنا ان تقوم باشباع بعض الغرائز التي تطلبها الهو ولكن في صورة متحضرة يتقبلها المجتمع ولا ترفضها الأنا العليا. • مثال: عندما يشعر شخص بالجوع، فان ما تفرضه عليه غريزة البقاء (الهو) هو أن يأكل حتى لو كان الطعام نيئاً أو برياً، بينما ترفض قيم المجتمع والأخلاق (الأنا العليا) مثل هذا التصرف، بينما تقبل الأنا اشباع تلك الحاجة ولكن بطريقة متحضرة فيكون الأكل نظيفاً ومطهواً ومعد للاستهلاك الآدمي ولا يؤثر على صحة الفرد أو يؤذي المتعاملين مع من يشبع تلك الحاجة. • يعمل الأنا كوسيط بين الهو والعالم الخارجي فيتحكم في إشباع مطالب الهو وفقا للواقع والظروف الاجتماعية. • وهو يعمل وفق مبدأ الواقع. • ويمثل الأنا الإدراك والتفكير والحكمة والملاءمة العقلية. • ويشرف الأنا على النشاط الإرادي للفرد. • ويعتبر الأنا مركز الشعور إلا أن كثيرا من عملياته توجد في ما قبل الشعور، وتظهر للشعور إذا اقتضى التفكير ذلك. • ويوازن الأنا بين رغبات الهو والمعارضة من الأنا الأعلى والعالم الخارجي، وإذا فشل في ذلك أصابه القلق ولجأ إلى تخفيفه عن طريق الحيل الدفاعية.
- 3.الأنا الأعلى (super-ego)
- • الأنا العليا كما وصفها فرويد هي شخصية المرء في صورتها الأكثر تحفظاً وعقلانية، حيث لا تتحكم في أفعاله سوى القيم الأخلاقية والمجتمعية والمبادئ، مع البعد الكامل عن جميع الأفعال الشهوانية أو الغرائزية • يمثل الأنا الأعلى الضمير، وهو يتكون مما يتعلمه الطفل من والديه ومدرسته والمجتمع من معايير أخلاقية. • والأنا الأعلى مثالي وليس واقعي، ويتجه للكمال لا إلى اللذة – أي أنه يعارض الهو والأنا.
- • إذا استطاع الأنا أن يوازن بين الهو والأنا الأعلى والواقع عاش الفرد متوافقا، أما إذا تغلب الهو أو الأنا الأعلى على الشخصية أدى ذلك إلى اضطرابها. • أنظمة الشخصية ليست مستقلة عن بعضها، ويمكن وصف الهو بأنه الجانب البيولوجي للشخصية، والأنا بالجانب السيكولوجي للشخصية، والأنا الأعلى بالجانب السسيولوجى للشخصية
- هناك صورة قد تكون أسهل للفهم وممكن تبسيطها بان الهو (Id) هو الشيطان وهو الشر وهو الحيوان وهي طبيعة الإنسان التي طبع عليها، وهي طبيعة غرائزية شهوانية تملكية، تريد الاستحواذ علي كل الشهوات وتستأثر بكل المال وتهيمن على كل الاشياء وتنازع من أجل البقاء والسيطرة من يوم تكونها جنيناً وحتى آخر لحظات حياتها بما يسمى النزع الأخير، وتسعى على طول الحياة ان تكون حرة بلا رادع اخلاقي أو ديني أو قانوني وبلا أي ضوابط وتمثلها أقلية قليلة من البشر.
- الأنا العليا (super ego) وهو النقيض تماماً للهو (Id) هو الملاك وهوالمثال وهو الخير وهو الاخلاق وهو مكتسب من الأسرة والمجتمع المدني والدولة والدين، والانا العليا تنشد الحرية بان تتحرر من غرائزها ومن الشيطان والشر ومن نوازعها الحيوانية لتسموا عاليا في عالم المثل والمبادئ والأخلاق والقيم السامية وتعيش من أجل الغير وهي أقلية قليلة من الناس.]]

الانا (ego) وهي التي تشكل حالة وسطية بين super ego وبين Id أي بين الخير والشر بين الملائكية والحيوانية تتصالح معهما وتسعى لان تكون حرة ولكن حريتها مقيدة فلا تطلق العنان للهو (Id) على حساب الانا العليا (super ego) أو لأخرى على حساب الأولى فهي بين بين وهي الغالبية العظمى من البشر.